# Claire Sibille-de Grimoüard
 (décembre 2020).
Pour les articles homonymes, voir Sibille et Grimouard.
Claire Sibille-de Grimoüard est une archiviste française.

## Biographie
Diplômée de l'École nationale des chartes et de l'École nationale du patrimoine, Claire Sibille-de Grimoüard est responsable de la collecte des archives au Service historique de l’armée de terre de 1992 à 1999, puis chargée du traitement et de la valorisation des fonds d’archives personnelles et familiales aux Archives nationales de 1999 à 2003, avant de rejoindre la direction des archives de France (ministère de la Culture) en 2003. Depuis 2018, elle est directrice de la bibliothèque et des archives du Conseil d’État.
À la direction des archives de France, elle participe aux travaux menés par le Conseil international des archives (CIA), la Société des archivistes américains (SAA), l’Association française de normalisation (AFNOR) et l’Organisation internationale de normalisation (ISO) et ce, dans le domaine de la normalisation de la description archivistique et d’archivage numérique et elle est chargée de la définition de la politique archivistique nationale en matière d’évaluation, de sélection, de collecte, de traitement, de conservation pérenne et d'archivage numérique. Sa participation aux travaux de plusieurs instances de normalisation s'est effectuée à l’échelle nationale et internationale.

## Contribution intellectuelle
Les travaux de Claire Sibille-de Grimoüard, lors de son passage au Service historique de l'armée de terre, portent entre autres sur des documents relatifs à l’armée. Dans un article intitulé, Les archives du ministère de la Guerre récupérées de Russie, l’archiviste relate le passé du fonds en Allemagne, puis son usage en Russie avant d’être acheminé en France. L’objet traité fait intervenir des difficultés relatives au traitement, mais aussi des ressources humaines.
Dans Le traitement des archives contemporaines au Service historique de l’armée de terre, Claire Sibille-de Grimoüard s’intéresse à la manière selon laquelle l’étape du classement change au sein de l’organisme à travers le temps. L’article analyse aussi l’évolution des bordereaux de versement et réfléchit à une éventuelle simplification technique de gestion des archives en tenant compte des nouvelles technologies.
Avantages et inconvénients d’un encodage en EAD décrit cette technique d’encodage qu’est l’EAD et, entre autres, ses relations avec les normes qui régissent la description des archives. Il est également question des logiciels et des moyens techniques servant à la recherche.
Claire Sibille-de Grimoüard trace le portrait et la chronologie de la mise en place des normes eu égard à la description dans Les normes internationales de description archivistique : origines, développements, perspectives. L’archiviste s’attarde notamment à la norme internationale ISAD(G), au format MARC, à l’ISAAR (CPF), ISDF et ISDIAH.
L’article Le projet PIL@E rend compte d’un essai du même nom, par les archives de France. Il s’agit d’un outil numérique et il sert à gérer les archives selon de multiples facettes. Il est en place de 2006 à 2011.

## Publications
- « Les archives du ministère de la Guerre récupérées de Russie », Gazette des archives, no 176,‎ 1997, p. 64-77 (lire en ligne)
- « Le traitement des archives contemporaines au Service historique de l'armée de terre », Gazette des archives, no 192,‎ 2001, p. 159-170 (lire en ligne)
- « Avantages et inconvénients d’un encodage en EAD », Gazette des archives « Les instruments de recherche (…) », no 220,‎ 2010, p. 179-194 (lire en ligne)
- « Élaborer des normes de description… et les confronter à la pratique d’aujourd’hui », Gazette des archives « Gérard Naud, un archiviste de notre temps », no 226,‎ 2012, p. 165-177 (lire en ligne)
- « Les normes internationales de description archivistique : origines, développements, perspectives », Gazette des archives « Normalisation et gestion des documents d’activité (…) », no 228,‎ 2012, p. 77-90 (lire en ligne)
- « Le projet PIL@E », Gazette des archives « Normalisation et gestion des documents d’activité (…) », no 240,‎ 2015, p. 97-99 (lire en ligne)

## Distinctions
- Chevalière de l'ordre national du Mérite (2019)